# Ion Lazarevitch Degen
Pour les articles homonymes, voir Degen.
Ion Lazarevitch Degen (en russe : Ион Лазаревич Деген), né le 4 juin 1925 à Mohyliv-Podilskyï (République socialiste soviétique d'Ukraine) et mort le 28 avril 2017 à Givatayim (Israël) [réf. nécessaire], est un tankiste, médecin et écrivain soviétique puis israélien.

## Biographie

### Seconde Guerre mondiale
Lieutenant dans l'Armée rouge, Ion Degen a notamment détruit 12 chars allemands (dont un Panzerkampfwagen VI Tiger et huit Panzerkampfwagen V Panther) et quatre canons automoteurs (dont un Jagdpanzer Elefant).

### Médecin et écrivain
Diplômé, avec mention très bien, de l'Université d'État de médecine de Bucovine en 1951, il travaille jusqu'en 1954 comme traumatologue orthopédiste à l'Institut orthopédique de Kiev. Plus tard, jusqu'en 1977, il a travaillé comme traumatologue orthopédiste dans les hôpitaux de Kiev.  
Traumatologue, Ion Degen pratique largement l'hypnose dans sa pratique médicale. En 1977, il part pour Israël, où il continue à travailler comme chirurgien orthopédiste pendant plus de vingt ans.

## Distinctions
- ordre du Drapeau rouge
- ordre de la Guerre patriotique de 1er classe
- ordre de la Guerre patriotique de 2e classe
- médaille pour la défense du Caucase
- médaille pour la victoire sur l'Allemagne
- Commandeur de l'ordre Polonia Restituta
- Virtuti Militari
- ordre de la Croix de Grunwald de 1er classe

## Publications
- (ru) О. Юнаков, Архитектор Иосиф Каракис, Алмаз,‎ 2016 (ISBN 978-1-68082-000-3)